# فریج عبدالعزیز
فریج عبدالعزیز یک منطقهٔ مسکونی در قطر است که در شهرداری دوحه واقع شده‌است. فریج عبدالعزیز ۰٫۵ کیلومتر مربع مساحت و ۱۰٬۸۰۸ نفر جمعیت دارد.